# Nogata
Nogata (rusko in ukrajinsko ногата, nogata, iz arabskega nakada,  razvrstiti denar, izbrati dobre primerke in nagd, polnoveljavni, izbrani kovanec, v nasprotju s kovanci manjše kakovosti)  je bila ena od enot denarnega sistema Kijevske Rusije v obdobju pred invazijo Mongolov. Uvedena je bila v 10. stoletju, da bi se razlikovalo dirhame dobre kakovosti od dirhamov slabe kakovosti. V 11. stoletju je bila nogata vredna 1/20 grivne in 1,25 kune (v 12. stoletju 2,5 kune). Izraz nogata se je v denarništvu ohranill do konca 15. stoletja.